# テナヤ湖
テナヤ湖(Tenaya Lake)は、アメリカ合衆国カリフォルニア州マリポサ郡のヨセミテ国立公園内にある湖。ヨセミテ渓谷とトゥオルミ・メドウズの間に位置する。

## 解説
テナヤ湖は、かつてこの地域に存在したトゥオルミ氷河(Tuolumne Glacier)のテナヤ支流(Tenaya branch)がテナヤ渓谷を通過した際に形成された。この湖には多くの支流や泉からの水が流入しており、主なものとして北西方向のマーフィ川(Murphy Creek)や、テナヤ川(Tenaya Creek)などがある。テナヤ川はカテドラル湖の流出河川で、テナヤ湖の主要な流入・流出河川である。テナヤ川は更にテナヤ渓谷を経てヨセミテ渓谷へと至る。テナヤ湖の水面の標高は8,150フィート (2,484 m)である。
テナヤ湖の名は、この湖のそばでMariposa Brigadeと交戦したテナヤ酋長に由来する。テナヤ酋長は、この湖がすでにPie-we-ack、あるいは「輝く岩の湖」と名付けられていると主張していた。この本来の名は、現在では湖の東にある花崗岩ドームの名として用いられている。
アメリカ合衆国国立公園局によると、訪問者の利用法に関する問題が数十年間にわたって継続している。公園局は、こうした問題の解決のために取り組むべき公式な研究・活動計画であるテナヤ湖地域計画(Tenaya Lake Area Plan)を制定した。
1992年、湖の南西岸にあったキャンプ場が閉鎖された。

## ギャラリー

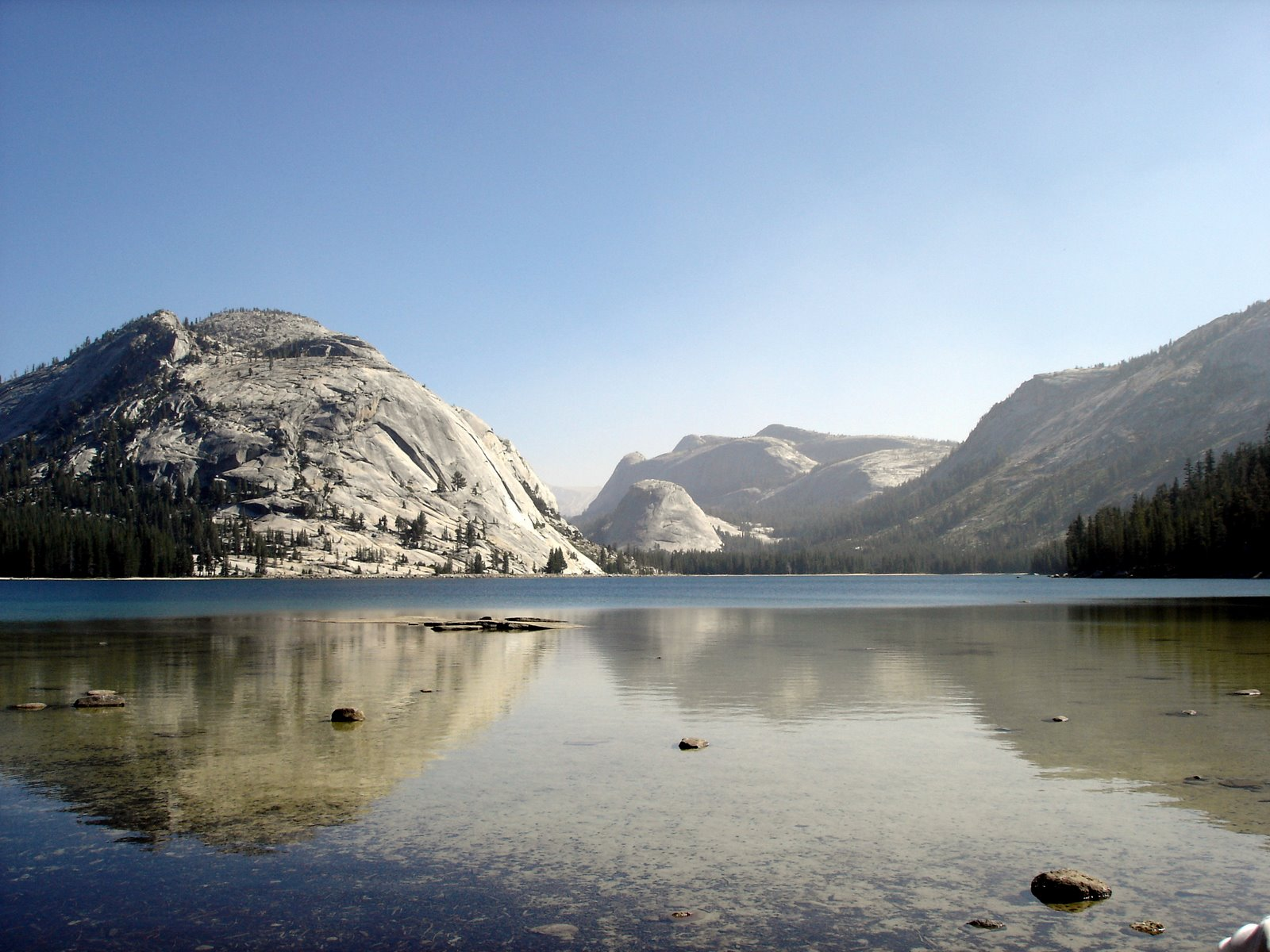
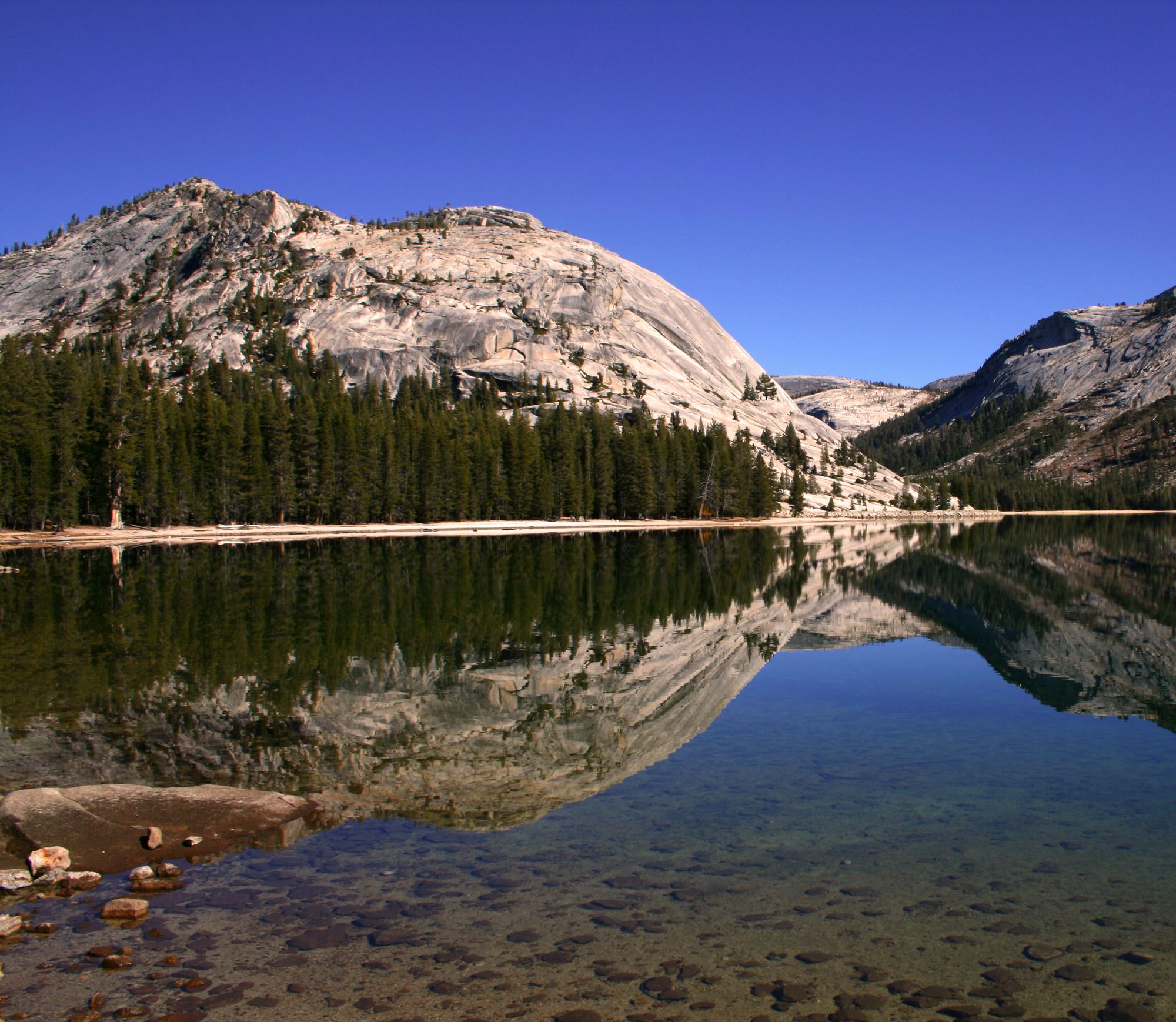